# Herb Iłowej
Herb Iłowej – jeden z symboli miasta Iłowa i gminy Iłowa w postaci herbu.

## wygląd i symbolika
Herb przedstawia na czerwonym polu białego psa ze złotą obrożą, trzymającego w prawej podniesionej łapie złotą strzałę grotem ku górze. W prawym górnym i lewym dolnym rogu tarczy znajdują się dwie złote sześcioramienne gwiazdy.

## Historia
Herb miasta wywodzi się z rodowego herbu rodziny Promnitzów (Baltazar von Promnitz z Żar wykupił Iłowę i spowodował rozkwit miasta). Herb został nadany w 1679 po uzyskaniu praw miejskich.